# Kumovi (televizijska serija)
Kumovi je hrvatska sapunica koja se emitira na Novoj TV od 7. veljače 2022. u večernjem terminu. Tijekom emitiranja, serija je postigla visoku gledanost u Hrvatskoj, i u nekim susjednim zemljama.
Snimanje treće sezona završeno je 25. studenoga 2023., nakon čega je Nova TV objavila kako se serija privodi kraju, s ukupno 423 epizode. Međutim, u veljači 2024. odlučeno je da će se serija ipak obnoviti za četvrtu sezonu. Snimanja je započelo krajem veljače, dok je prikazivanje započelo 30. travnja 2024. Na dodjeli nagrada časopisa Story, 5. lipnja 2024., serija je osvojila nagradu publike za najbolju televizijsku seriju. Dana 7. studenoga 2024. emitirana je jubilarka, 500. epizoda.
Serija je obnovljena i za petu sezonu, čije je snimanje započelo u listopadu 2024., a prikazivanje je krenulo 12. studenoga 2024. 
Kumovi je druga hrvatska serija po broju epizoda, a prema planu trebala bi imati ukupno 642 epizode.

## Radnja
Obitelj i ljubav glavne su radnje serije koja se odvija u izmišljenom mjestu Zaglave. Cesta koja ide prema zabačenome kraju dijeli Zaglave na dva suprotstavljena tabora: s jedne je strane obitelj Macan, novopečeni bogataši i gastarbeiteri, a s druge je strane obitelj Akrap, vlastodršci i starosjedioci, dok je u sredini obitelj Gotovac, kriminalci iz velegrada. Sve tri obitelji povezane su kumstvom i interesom. Sukobit će se u utrci za novcem i odlučivati o sudbini mjesta. Boreći se za svoje snove, i za život, stavljat će na kocku ono najvrijednije što imaju. Kad kumovi saznaju da su i braća, njihovo neprijateljstvo još se više rasplamsa, tad počinje natjecanje za očevu ostavštinu. Tijekom nadolazećih sezona dolaze i novi obrati koji mijenjaju tijek i radnju serije.

## Pregled serije
Nova TV započela je emitiranje serije 7. veljače 2022. Nakon 96 epizoda, 21. lipnja 2022. emitiranje prve sezone privremeno je prekinuto zbog ljetne stanke, tijekom koje su snimani preostali nastavci. Emitiranje je nastavljeno 29. kolovoza, a posljednja epizoda prve sezone prikazana je 16. prosinca 2022.
Druga sezona počela se prikazivati 6. veljače 2023. Emitiranje je privremeno obustavljeno 26. svibnja 2023., nakon prikazivanje dvostruke epizode (77. i 78.) zbog ljetne stanke, a nastavljeno je 4. rujna 2023.. Posljednja epizoda druge sezone prikazana je 28. prosinca 2023.
Treća sezona počela je s prikazivanjem 15. siječnja 2024. Od 18. ožujka prikazivane su po dvije epizode dnevno. Završna epizoda treće sezone prikazana je 29. travnja 2024.
Serija je obnovljena za četvrtu sezonu u veljači 2024., a emitiranje je započelo 30. travnja 2024. Od 27. svibnja ponovno se prikazivala po jedna epizoda dnevno. Ljetna stanka počela je 31. svibnja i trajala do 2. rujna, kada je nastavljen ostatak sezone. Tijekom prvog tjeedna jesenskog emitiranja prikazivane su po dvije epizode dnevno. Finale četvrte sezone prikazano je 11. studenoga 2024.
Serija je obnovljena i za petu sezonu, koja bi ujedno trebala biti i posljednja. Snimanje je započelo u  listopadu 2024., što je potvrdio i glumac Vedran Mlikota za magazin "Ekran" Večernjeg lista. Emitiranje je počelo 12. studenoga 2024., odmah nakon završetka četvrte sezone. Zimska stanka trajala je od 13. prosinca 2024. do 2. veljače 2025. Epizoda 78. planirana za emitiranje 8. svibnja 2025. nije bila prikazana na televiziji zbog posebne emisije povodom izbora novog pape. Iako nije emitirana u redovnom terminu, epizoda je objavljena na platformi Nova Plus, a televizijsko emitiranje održano je 12. svibnja 2025. Ljetna stanka počela je od 13. svibnja 2025., a nastavak prikazivanja očekuje se na jesen.
| Sezona | Sezona | Epizode | Prvo prikazivanje   | Prvo prikazivanje   | Ljetna stanka                      |
| Sezona | Sezona | Epizode | Premijera           | Finale              | Ljetna stanka                      |
| ------ | ------ | ------- | ------------------- | ------------------- | ---------------------------------- |
|        | 1.     | 171     | 7. veljače 2022.    | 16. prosinca 2022.  | 22. lipnja – 28. kolovoza 2022.    |
|        | 2.     | 161     | 6. veljače 2023.    | 28. prosinca 2023.  | 27. svibnja – 3. rujna 2023.       |
|        | 3.     | 90      | 15. siječnja 2024.  | 29. travnja 2024.   | Nema, nastavlja se na 4. sezonu    |
|        | 4.     | 80      | 30. travnja 2024.   | 11. studenoga 2024. | 31. svibnja 2024. – 2. rujna 2024. |
|        | 5.     | 140     | 12. studenoga 2024. | Još nije najavljeno | 13. svibnja 2025. – rujna 2025.    |

## Glumačka postava

### Glavne uloge
| Glumac                 | Lik                           | Kratki opis lika | Sezona 1       | Sezona 2       | Sezona 3       | Sezona 4       | Sezona 5       |
| ---------------------- | ----------------------------- | --- | -------------- | -------------- | -------------- | -------------- | -------------- |
| Momčilo Otašević       | Janko Gotovac                 | Glavni muški lik, suvlasnik hotela Macan, Aljošin i Vesnin sin, Larin brat, Lucin suprug i otac malog Andrije                                                                                  | Glavna uloga   | Glavna uloga   | Glavna uloga   | Glavna uloga   | Glavna uloga   |
| Ana Uršula Najev       | Lucija Akrap Gotovac Luce     | Glavni ženski lik, liječnica u lokalnoj ordinaciji, Zvonina i Anđelina kći, Martinova sestra, Jankova supruga i majka malog Andrije                                                            | Glavna uloga   | Glavna uloga   | Glavna uloga   | Glavna uloga   | Glavna uloga   |
| Vladimir Tintor        | Aljoša Gotovac                | Suvlasnik hotela Macan, bivši financijski savjetnik, Vesnin suprug, Larin i Jankov otac, Stipanov izvanbračni sin, Vinkov i Šimin polubrat, djed malog Andrije                                 | Glavna uloga   | Glavna uloga   | Glavna uloga   | Glavna uloga   | Glavna uloga   |
| Olga Pakalović         | Vesna Gotovac                 | Aljošina supruga, Jankova i Larina majka, baka malog Andrije, šefica kuhinje u hotelu Macan | Glavna uloga   | Glavna uloga   | Glavna uloga   | Glavna uloga   | Glavna uloga   |
| Daria Lorenci Flatz    | Jadranka Macan                | Vinkova supruga, Matijina i Perina majka, Cvitina baka, gastarbajterica porijeklom iz BiH | Glavna uloga   | Glavna uloga   | Glavna uloga   | Glavna uloga   | Glavna uloga   |
| Vedran Mlikota         | Vinko Macan                   | Suvlasnik hotela Macan, Stipanov sin, Aljošin i Šimin polubrat, Jadrankin suprug, otac Zlatana, Matije i Pere, djed Cvite, Stipe, Mile i Arije, bivši vlasnik benzinske postaje Macan Benz     | Glavna uloga   | Glavna uloga   | Glavna uloga   | Glavna uloga   | Glavna uloga   |
| Nika Barišić           | Lara Cukela (djev. Gotovac)   | Aljošina i Vesnina kći, Jankova sestra, Tomijeva supruga, po zanimanju dizajnerica, tetka malog Andrije                                                                                        | Glavna uloga   | Glavna uloga   | Glavna uloga   | Glavna uloga   | Glavna uloga   |
| Stojan Matavulj        | Zvonimir Akrap Zvone          | Bivši načelnik općine Zaglave, Anđelin suprug, Lucin i Martinov otac, djed Cvite i malog Andrije                                                                                               | Glavna uloga   | Glavna uloga   | Glavna uloga   | Glavna uloga   | Glavna uloga   |
| Barbara Vicković       | Anđela Akrap                  | Zvonina supruga, Lucina i Martinova majka, baka Cvite i malog Andrije | Glavna uloga   | Glavna uloga   | Glavna uloga   | Glavna uloga   | Glavna uloga   |
| Radoslava Mrkšić       | Ivka Macan                    | Stipanova starija sestra i desna ruka, Stanislavova polusestra, Vinkova, Aljošina i Šimina teta, Andrijina djevojka iz mladih dana                                                             | Glavna uloga   | Glavna uloga   | Glavna uloga   | Glavna uloga   | Glavna uloga   |
| Mirna Mihelčić         | Matija Macan                  | Vinkova i Jadrankina starija kćer, Perina sestra, Zlatanova polusestra, Cvitina majka, Martinova zaručnica, bivša načelnica općine Zaglave                                                     | Glavna uloga   | Glavna uloga   | Glavna uloga   | Glavna uloga   | Glavna uloga   |
| Lovre Kondža           | Martin Akrap                  | Novi načelnik općine Zaglave, lokalni zabavljač i uposlenik turističke zajednice, Lucin brat, Zvonin i Anđelin sin, Matijin zaručnik, Cvitin otac                                              | Glavna uloga   | Glavna uloga   | Glavna uloga   | Glavna uloga   | Glavna uloga   |
| Petra Kraljev          | Milica Skelin (djev. Crljen)  | Direktorica turističke zajednice, bivša tajnica u općini i bivša v.d. načelnica općine Zaglave, Vedranina sestra i Markova supruga                                                             | Glavna uloga   | Glavna uloga   | Glavna uloga   | Glavna uloga   | Glavna uloga   |
| Mijo Kevo              | Marko Skelin Šank             | Vlasnik zgrade općine, bivši referent u općini i bivši v.d. načelnik općine Zaglave, Zvonina desna ruka i Miličin suprug                                                                       | Glavna uloga   | Glavna uloga   | Glavna uloga   | Glavna uloga   | Glavna uloga   |
| Ecija Ojdanić          | Mirjana Bogdan                | Zlatanova majka, vlasnica gostione Kod Bogdana, bivša Aljošina cura iz mladih dana, Vinkova bivša simpatija, baka Stipe i blizanki Mile i Arije                                                | Glavna uloga   |                | Sporedna uloga | Glavna uloga   | Glavna uloga   |
| Konstantin Haag        | Zlatan Bogdan                 | Mirjanin i Vinkov sin, Matijin i Perin polubrat, seoski klesar, Lucin bivši dečko, Vedranin suprug, otac Stipe i blizanki Mile i Arije                                                         | Glavna uloga   | Glavna uloga   | Glavna uloga   | Glavna uloga   | Glavna uloga   |
| Jagoda Kumrić Haag     | Vedrana Bogdan (djev. Crljen) | Miličina sestra, Zlatanova supruga, majka Stipe i blizanki Mile i Arije, bivša svjetska putnica                                                                                                | Sporedna uloga | Sporedna uloga | Glavna uloga   | Glavna uloga   | Glavna uloga   |
| Tea Ljubešić           | Pere Macan #2                 | Vinkova i Jadrankina mlađa kći, Matijina sestra, Zlatanova polusestra, Cvitina tetka koja se vratila sa studiranja iz Amerike                                                                  |                |                |                |                | Glavna uloga   |
| Domagoj Ivanković      | Josip Kvasina                 | Bivši zaposlenik u Vinkovoj benzinskoj postaji Macan Benz, Stipanov najodaniji suradnik, Martinov najbolji prijatelj, odselio se u Irsku, a kasnije u Norvešku                                 | Glavna uloga   | Glavna uloga   | Sporedna uloga | Sporedna uloga | Sporedna uloga |
| Marina Redžepović      | Šima Mamić Macan              | Bivša načelnica općine Zaglave, bivša državna revizorica, Stipanova i Kajina izvanbračna kći, Vinkova i Aljošina polusestra                                                                    |                | Glavna uloga   | Sporedna uloga | Glavna uloga   | Glavna uloga   |
| Fabijan Pavao Medvešek | Tomislav Cukela Tommy         | Stanislavov sin, po zanimanju fotograf, došao u Zaglave s ocem Stanislavom, Larin suprug, tetak malog Andrije                                                                                  |                |                | Glavna uloga   | Glavna uloga   | Glavna uloga   |
| Žarko Radić            | Stanislav Cukela Stanley      | Župan Splitsko-dalmatinske županije, bivši načelnik općine Zaglave, umirovljenik koji se vratio iz Kanade u Zaglave, Tomislavov otac, Ivkin i Stipanov polubrat, Vinkov, Aljošin i Šimin stric |                |                | Glavna uloga   | Glavna uloga   | Glavna uloga   |
| Zdravko Vukelić        | Božo Zovko Braco              | Poduzetnik, sin bivšeg župana Jadranka, Hrvojkin suprug |                |                |                |                | Glavna uloga   |

#### Seriju su napustili
| Glumac        | Lik                  | Kratki opis lika | Sezona 1     | Sezona 2     | Sezona 3     | Sezona 4       | Sezona 5 |
| ------------- | -------------------- | --- | ------------ | ------------ | ------------ | -------------- | -------- |
| Milan Štrljić | Stipan Macan †       | Vinkov, Aljošin i Šimin otac, Ivkin brat, Stanislavov polubrat, Jankov, Larin, Matijin, Perin i Zlatanov djed, bogati starosjedilac mjesta | Glavna uloga | Glavna uloga | Glavna uloga |                |          |
| Lara Obad     | Pere Macan #1        | Vinkova i Jadrankina mlađa kći, Matijina sestra, Zlatanova polusestra, Cvitina tetka koja se vratila sa studiranja iz Amerike              | Glavna uloga | Glavna uloga | Glavna uloga | Sporedna uloga |          |
| Ratko Glavina | Andrija Akrap Dida † | Zvonin senilni otac, Martinov i Lucin djed, Anđelin svekar, Cvitin i Andrijin pradjed, Ivkin momak iz mladih dana                          | Glavna uloga | Glavna uloga |              |                |          |
| Stjepan Perić | Vice Vuletić         | Povjerenik grada Sinja, Šimin bivši dečko                                                                                                  |              |              |              | Glavna uloga   |          |
| Linda Begonja | Jasenka Runje        | Glavna negativka četvrte sezone, bivša gradonačelnica grada Sinja, Vinkova bivša djevojka iz mladosti                                      |              |              |              | Glavna uloga   |          |

### Sporedne uloge
| Glumac                 | Lik                                        | Kratki opis lika | Sezona 1       | Sezona 2       | Sezona 3       | Sezona 4       | Sezona 5       |
| ---------------------- | ------------------------------------------ | --- | -------------- | -------------- | -------------- | -------------- | -------------- |
| Boris Svrtan           | Vlado Herceg †                             | Glavni negativac prve dvije sezone, bivši ministar u Vladi, Valentinin otac i Daničin brat                                                                             | Sporedna uloga | Sporedna uloga |                |                |                |
| Mladen Vulić           | Jure Soldo †                               | Negativac, vlasnik restorana Kod Solde i Mikulin otac | Sporedna uloga |                |                |                |                |
| Đorđe Kukuljica        | Mate Šušnjara †                            | Odvjetnik, obiteljski prijatelj Macana i kum Vinku | Sporedna uloga | Sporedna uloga |                |                |                |
| Velimir Čokljat        | svećenik                                   | Svećenik u Zaglavama | Sporedna uloga | Sporedna uloga | Sporedna uloga | Sporedna uloga | Sporedna uloga |
| Dražen Mikulić         | Darko Jurić                                | Glavni policijski inspektor u Zaglavama | Sporedna uloga | Sporedna uloga | Sporedna uloga | Sporedna uloga | Sporedna uloga |
| Mirko Ilibašić         | Jure Nimac                                 | Policijski inspektor u Sinju, bivši policajac u Zaglavama | Sporedna uloga | Sporedna uloga | Sporedna uloga | Sporedna uloga |                |
| Toni Malenica          | Petar                                      | Bivši poštar u Zaglavama, premješten u Zadvarje | Sporedna uloga | Sporedna uloga | Sporedna uloga | Sporedna uloga |                |
| Šime Zanze             | Frane Peruša                               | Mještanin Zaglava | Sporedna uloga | Sporedna uloga | Sporedna uloga | Sporedna uloga | Sporedna uloga |
| Irena Matas            | Zdenka                                     | Prodavačica na pijaci | Sporedna uloga | Sporedna uloga | Sporedna uloga | Sporedna uloga | Sporedna uloga |
| Ante Krstulović        | Ante                                       | Prodavač na pijaci, Sandrin muž i Tonijev otac | Sporedna uloga | Sporedna uloga |                |                |                |
| Iva Kraljević          | Sandra                                     | Antina žena i Tonijeva majka, krojačica | Sporedna uloga | Sporedna uloga |                |                |                |
| Vlasta Ramljak         | Danica Macan (djev. Herceg, bivš. Turudić) | Sestra bivšeg ministra Hercega i Valentinina teta, bivša pravnica, posljednja Stipanova žena                                                                           | Sporedna uloga | Sporedna uloga | Sporedna uloga | Sporedna uloga |                |
| Tena Nemet Brankov     | Valentina Anđelini (djev. Herceg)          | Bivša Jankova djevojka, kći ministra Hercega i Daničina nećakinja | Sporedna uloga |                |                |                |                |
| Anica Kontić           | Katarina Bulj Kate                         | Stanislavova asistentica u županiji, ranije radila kao konobarica u kafiću Kod Bogdana, kao kućna pomoćnica kod Stanislava i kao kućna pomoćnica kod Macana i Gotovaca | Sporedna uloga | Sporedna uloga | Sporedna uloga | Sporedna uloga | Sporedna uloga |
| Asja Jovanović         | Lidija Gabrijela Skelin Stana †            | Markova majka, nastarija mještanka Zaglava prije smrti | Sporedna uloga | Sporedna uloga | Sporedna uloga | Sporedna uloga | Sporedna uloga |
| Ivan Čuić              | Nenad Derdić Neno                          | Šimin bivši dečko |                | Sporedna uloga |                |                |                |
| Mirela Brekalo         | Kaja Mamić †                               | Šimina majka, Stipanova nekadašnja ljubavnica |                | Sporedna uloga |                |                |                |
| Nives Celzijus         | Iris                                       | Negativka, žena koja se pretvarala da je Zvonina ljubavnica i time ucjenjivala Zvonu                                                                                   |                | Sporedna uloga |                |                |                |
| Davor Sabo             | Elvis                                      | Vedranin prijatelj iz BiH i bivši suprug, oženio se Vedranom kako bi dobio hrvatsko državljanstvo                                                                      |                | Sporedna uloga |                |                |                |
| Filip Juričić          | Alen Lončarić                              | Negativac, pomoćnik ministra zdravstva, pokušao zavesti Lucu |                | Sporedna uloga |                |                |                |
| Alen Šalinović         | Vedran Kuzmanić Kuzma                      | Negativac, kriminalac, vlasnik gostione Kod Klepe, stari poznanik Vinka i Aljoše, Šimin bivši ljubavnik                                                                |                | Sporedna uloga |                |                |                |
| Nataša Janjić Medančić | Fani                                       | Voditeljica banke u Sinju, Jankova bivša šefica |                |                | Sporedna uloga |                |                |
| Slavko Juraga          | Jadranko Zovko                             | Glavni negativac treće sezone, bivši župan Splitsko-dalmatinske županije i član stranke HSDLZ                                                                          |                |                | Sporedna uloga |                | Sporedna uloga |
| Vladimir Posavec Tušek | Oliver                                     | Investitor i bivši Jankov šef |                |                | Sporedna uloga |                |                |
| Karmen Sunčana Lovrić  | Tonka                                      | Zaposlenica hotela Macan, ranije radila u banci u Sinju i na benzinskoj pumpi Macan Benz                                                                               |                |                | Sporedna uloga | Sporedna uloga | Sporedna uloga |
| Mara Brkić             | Cvita Macan-Akrap                          | Martinova i Matijina kćerka |                |                |                | Sporedna uloga | Sporedna uloga |
| Bartol Jaker           | Stipe Bogdan                               | Zlatanov i Vedranin sin, brat Mile i Arije |                |                |                | Sporedna uloga | Sporedna uloga |
| Duško Valentić †       | Vjekoslav Cukela                           | Stanislavov rođak, čovjek koji je došao na izmjeru |                |                |                | Sporedna uloga |                |
| Matija Prskalo         | Spomenka Crljen                            | Miličina i Vedranina majka, baka Stipe i blizanki Mile i Arije, povratnica iz Njemačke u Zaglave                                                                       |                |                |                | Sporedna uloga | Sporedna uloga |
| Anja Matković          | Marina Švarc                               | Liječnica u Zagrebu i Lucina prijateljica |                |                |                | Sporedna uloga |                |
| Anica Kovačević        | Hrvojka Zovko (djev. Runje)                | Bivša službenica grada Sinja i bivša v.d. načelnica općine Zaglave, Bracina supruga, Jadrankova nevjesta i Katina rođakinja                                            |                |                |                | Sporedna uloga | Sporedna uloga |
| Franko Jakovčević      | Frane Žaja                                 | Novi liječnik u Zaglavama, Perina simpatija |                |                |                | Sporedna uloga | Sporedna uloga |

### Gostujuće uloge
- Krunoslav Belko kao Davor, ministrov vozač
- Alen Liverić kao Damir, odvjetnik obitelj Gotovac
- Romina Knežić kao voditeljica Dnevnika Nove TV
- Jure Jerolimov kao poštar Iko Perajica
- Petar Pereža kao voditelj Dnevnika Nove TV
- Šiško Horvat Majcan kao policajac Šime
- Dražen Bratulić kao doktor
- Dajana Čuljak kao Ivana, Lucina prijateljica, Lukina žena
- Andrej Dojkić kao Luka, Jankov prijatelj, Ivanin muž
- Gianna Kotroman kao mještanka Zaglava
- Marko Petrić kao Roko, konobar u restoranu Kod Solde
- Ivica Pucar kao inspektor Tonči
- Anita Matić Delić kao Marija, Jadrankina i Vinkova prijateljica, Matijina kuma
- Slaven Knezović kao Veljko, Stipanov prijatelj, bosanski policajac
- Rijad Gvozden kao bosanski policajac
- Bojana Gregorić Vejzović kao Jagoda Krizmanić †, Aljošina i Vesnina prijateljica
- Enes Vejzović kao Lovro Krizmanić †, Aljošin i Vesnin prijatelj
- Mario Valentić kao Saša, fizioterapeut u toplicama
- Dijana Vidušin kao liječnica
- Dušan Gojić kao liječnik
- Jadranka Elezović kao gospođa u toplicama
- Ljiljana Bogojević kao Ruža, bivša kućna pomoćnica obitelji Gotovac
- Zijad Gračić kao primarijus Filipović
- Nikša Kušelj kao vidoviti Stojan/Sven Brdski, producent Avokado TV-a[b]
- Ana Maras Harmander kao Anica, Josipova bivša djevojka i konobarica u gostionici u Sinju
- Gorana Marin kao Nevenka Šušnjara, Matina bivša žena
- Vinko Kraljević kao Miljenko, Jadrankin otac
- Jasna Ornela Beri kao Jasminka, Jadrankina majka
- Armin Ćatić kao Ibro, Jadrankin stari prijatelj
- Davor Jureško kao Stjepan Srića †, beskućnik, Daničin prijatelj
- Filip Nola kao patolog
- Robert Kurbaša kao Viktor, Aničin brat
- Petar Burić kao Mikula Soldo, Soldin sin
- Marija Miholjek kao voditeljica Dnevnika Nove TV
- Saša Kopljar kao voditelj Dnevnika Nove TV
- Dora Fišter kao sutkinja Tanja Jović
- Krunoslav Klabučar kao inspektor Margetić u prvoj sezoni, u petoj sezoni se pojavljuje kao Zlatanov odvjetnik
- Sanja Marin kao psihijatrica
- Antonija Stanišić kao sutkinja
- Marko Makovčić kao županijski državni odvjetnik
- Dean Krivačić kao beskućnik
- Goran Grgić kao Ilija Ivezović, sudac
- Adrian Pezdirc kao Šimin pomoćnik
- Hrvoje Klobučar kao Boris Kovačević, fotograf i paparazzo
- Adnan Prohić kao policajac
- Ranko Zidarić kao Zdravko Šarić, šef u revizorskom uredu i bivši Šimin šef
- Mladen Čutura kao Miljenko Novaković, javni bilježnik
- Lucija Alfier kao Vlatka, uposlenica na recepciji u hotelu Macan, bivša poštarica i konobarica u kafiću u Sinju[c]
- Marijana Mikulić kao Vera Leško, inspektorica USKOK-a
- Vedran Dakić kao Jakov
- Katarina Šestić kao Melita Tresić
- Iva Mihalić kao Bella (Nediljka), Zlatanova bivša djevojka, Kuzmina bivša žena
- Vid Ćosić kao Mauro, Larin prijatelj, ekološki aktivist
- Danijela Evđenić kao Pia, Larina prijateljica, ekološka aktivistica
- Robert Ugrina kao mesar Jere
- Mijo Pavelko kao Toma
- Dunja Sepčić kao inspektorica
- Iva Šimić Šakoronja kao Alenova supruga
- Zvonimir Novosel kao Srećko Veselica
- Magdalena Živaljić Tadić kao Amber
- Lujo Kunčević kao Greg Glibota, glazbenik
- Erna Rudnički kao Brigita
- Sandra Lončarić kao Tereza Bujić, kiparica
- Saša Buneta kao Radimir Pustinjak, turist
- Ružica Maurus kao Tamara, recepcionarka
- Draško Zidar kao Zdravko Đipalo Đip/Valentino
- Tamara Šoletić kao Pavlica Đuzel, Magdalenina majka
- Jasna Bilušić kao Emilija Pekčec, statičarka
- Marin Stević kao Leonardo Tretinjak
- Hrvoje Zalar kao Adalbert Kekić, savjetnik u ministarstvu, Zvonin poznanik  †
- Alan Katić kao Mirko, geodet
- Nikola Baće kao Lovro, geodet
- Tonka Mršić kao novinarka
- Jelena Miholjević kao Nives Štulhofer (djev. Tabak), Zvonina rodica
- Lucia Stefania Glavich Mandarić kao Marija Štulhofer, Nivesina kćer, Larina prijateljica
- Luka Juričić kao Ante Nogalo, javni bilježnik na ostavinskoj raspravi dide Akrapa
- Tomislav Šalov kao utjerivač dugova
- Petar Baljak kao fotograf
- Davor Svedružić kao Grgo Sanader, beskućnik
- Ana Marija Bokor kao Aljošina i Vesnina bračna savjetnica
- Ivana Boban Dragić kao Ana Lorenci, menadžerica HNS-a
- Nebojša Borojević kao Miljenko Perdić, liječnik alternativne medicine
- Gianna Kotroman kao medicinska sestra
- Damir Šaban kao majstor na obnovi Stanine stare kuće
- Gordan Miljanović kao Mihovil (Miho), konobar u Hotelu Macan, bivši konobar u restoranu Kod Klepe
- Dražen Zečić kao Dražen Zečić
- Pero Juričić kao Danko †, pacijent koji je bio u bolničkoj sobi s Vinkom
- Mia Biondić kao gđa Košta, predstavnica Ruija
- Andrija Tomić kao Goran Aviani, novi policajac u Zaglavama
- Vini Juričić kao Sara Beller, trenerica
- Alin Antunović kao Karmela Aviani, Goranova majka i Markova bivša djevojka

## Vrijeme i mjesto radnje
Radnja serije odvija se u obližnjem selu Zaglave, koje s pogledom na Vrličko polje i Dinaru utjelovljuje gradić Vrlika. Manji dio mjesta, zaselaka i mjesno groblje koji se protežu istočno od državne ceste D1 nalaze se u Parku prirode Dinara. Iznad samoga naselja na nepristupačnoj stijeni stoji srednjovjekovna utvrda Prozor koja dominira nad gradom i pogledom na širu okolicu. Glavni trg Zaglava utjelovljuje set sa snimanja serije Dar mar u Novom Zagrebu.
Neke scene su snimane i u Sinju, Splitu i Zagrebu, a nekoliko scena snimljeno je i u Bosni i Hercegovini te u Ljubljani. Lokacije snimanja dobro su raspoređene tako da sve izgleda kao prava Dalmatinska zagora.

## Glazba
Diskografska kuća Tonika Records 28. veljače 2022. na svom YouTube kanalu objavljuje videospot s cijelom pjesmom uvodne glazbe serije Ti budi ti, koju pjeva šibenski tenor Marko Škugor. Pjesma je obrada instrumentske verzije Still Water koju je Tonči Huljić skladao, a potom Maksim Mrvica odsvirao 2002. godine. Napravljen je samo manji aranžmanski zahvat, s tekstom Vjekoslave Huljić, te glazbeno uobličeno izvedbom glazbenoga sastava Madre Badessa.

## Međunarodna prikazivanja
| Država              | TV mreža    | Sezona | Premijera           | Finale                            |
| ------------------- | ----------- | ------ | ------------------- | --------------------------------- |
| Srbija              | Nova S      | 1.     | 7. lipnja 2022.     | 2. ožujka 2023.                   |
| Srbija              | Nova S      | 2.     | 10. srpnja 2023.    | 29. veljače 2024.                 |
| Srbija              | Nova S      | 3.     | 4. lipnja 2024.     | 7. studenog 2024.                 |
| Srbija              | Nova S      | 4.     | 3. siječnja 2025.   | Još nije najavljeno               |
| Srbija              |             |        |                     |                                   |
| Srbija              | Nova Series | 1.     | 24. ožujka 2023.    | 13. rujna 2023.                   |
| Srbija              | Nova Series | 2.     | 14. rujna 2023.     | 30. studenoga 2023. (78. epizoda) |
| Srbija              | Nova Series | 3.     | Još nije najavljeno | Još nije najavljeno               |
|                     |             |        |                     |                                   |
| Slovenija           | POP TV Voyo | 1.     | 19. prosinca 2022.  | 24. srpnja 2023.                  |
| Slovenija           | POP TV Voyo | 2.     | 26. srpnja 2023.    | 15. ožujka 2024.                  |
| Slovenija           | POP TV Voyo | 3.     | 17. lipnja 2024.    | 9. siječnja 2025.                 |
| Slovenija           | POP TV Voyo | 4.     | 10. siječnja 2025.  | Još nije najavljeno               |
|                     |             |        |                     |                                   |
| Bosna i Hercegovina | Nova BH     | 1.     | 27. veljače 2023.   | 23. listopada 2023.               |
| Bosna i Hercegovina | Nova BH     | 2.     | 24. listopada 2023. | 26. rujna 2024.                   |
| Bosna i Hercegovina | Nova BH     | 3.     | 27. rujna 2024.     | 21. ožujka 2025.                  |
| Bosna i Hercegovina | Nova BH     | 4.     | 24. ožujka 2025.    | Još nije najavljeno               |
|                     |             |        |                     |                                   |
| Sjeverna Makedonija | Alfa        | 1.     | 18. rujna 2023.     | Još nije najavljeno               |
| Sjeverna Makedonija | Alfa        | 2.     | Još nije najavljeno | Još nije najavljeno               |
| Sjeverna Makedonija | Alfa        | 3.     | Još nije najavljeno | Još nije najavljeno               |
|                     |             |        |                     |                                   |

## Adaptacije
Serija je dobila adaptaciju u Mađarskoj, na kanalu RTL (Mađarska), pod nazivom Pokoli rokonok, a s emitiranjem počela je 2. siječnja 2025. godine.